# Свято-Георгиевский монастырь (Ессентуки)
Свято-Георгиевский монастырь — православный женский монастырь Пятигорской епархии Русской православной церкви в честь Святого великомученика Георгия, расположенный близ города Ессентуки в урочище Дубровка (на высоте 738,4 м; между пос. Ясная Поляна и микрорайоном Белый уголь).

## История
Идея создания монастыря принадлежит Павлу Владимировичу Музенитову  и его двоюродному брату Константину Максимовичу Асланову . Именно они вместе с друзьями и добровольцами с благословения митрополита Гедеона 15 ноября 1998 года заложили на этом месте храм в честь Святого великомученика Георгия. В 2003 году по благословению Епископа Ставропольского и Владикавказского Феофана было решено, что монастырь будет женским. И вскоре после возведения храма построили жилой корпус для монахинь и воспитанниц монастырского детского приюта.
Облицовка стен храма выполнена белым мрамором, привезенным из Челябинского карьера Коэлга. В полу храма Свято-Георгиевского монастыря заложена восьмиконечная Вифлиемская звезда.
Открытие монастыря произошло 11 апреля 2006 года по решению Священного Синода Русской Православной Церкви. Настоятельницей женского монастыря стала монахиня Варвара (Шурыгина), которая в 2011 году была возведена в сан игумении.
В 2011 году Георгиевская женская обитель была освящена.

## Структура и святыни
В структуру монастыря входят храм, две часовни, купальня в честь Крещения Господня, иконная лавка и современный жилой корпус.
Среди святынь храма выделяется частица мощей покровителя обители великомученика и Победоносца Георгия, а также частица его хитона.